# Fringe benefit
Il fringe benefit (o, in italiano, beneficio accessorio) è un tipo di emolumento retributivo corrisposto a particolari categorie di lavoratori dipendenti, riportato nella busta paga, in aggiunta alla retribuzione.

## Caratteristiche
Essi hanno lo scopo di quantificare i beni e i servizi di cui il lavoratore può usufruire gratuitamente ovvero a condizioni più vantaggiose rispetto a chi si rivolge al mercato per acquistarli.
Il calcolo del valore economico dei benefici accessori viene fatto esclusivamente a fini fiscali, per la tassazione di tale particolare reddito in base al cosiddetto "valore normale" dei benefici.

## Esempi
- Auto aziendale
- Telefono cellulare aziendale
- Buoni pasto
- Alloggio
- Polizze assicurative sulla vita
- Servizi di educazione e istruzione, borse di studio, asilo nido
- Servizio di mensa
- Ludoteca, centri sportivi estivi e invernali
- Prestito personale ai dipendenti a tassi inferiori a quelli di mercato
- Strumenti di previdenza complementare (es. fondi pensione)

## Nel mondo

### Italia
Il calcolo del "valore normale" dei benefici accessori viene svolto secondo quanto indicato nell'articolo 9 comma 3 del Testo unico delle imposte sui redditi:
I buoni pasto sono sempre esclusi dalla tassazione fino all'importo di Euro 4 giornalieri per i buoni cartacei, e Euro 8 giornalieri per i buoni elettronici. In cantieri edili e altre strutture lavorative a carattere temporaneo o unità produttive ubicate in zone dove manchino strutture o servizi di ristorazione l'importo è di Euro 5,29 giornalieri. Le autovetture concesse in uso promiscuo al lavoratore, per lavoro e per uso privato, sono tassabili in misura pari al 30% del costo chilometrico determinato in base alle tabelle ACI sulla percorrenza convenzionale di 15.000 chilometri. La deducibilità per l'impresa è pari al 70% dei costi e l'IVA può essere interamente detraibile in caso di riaddebito del fringe benefit al lavoratore. A partire da luglio 2020 la concessione di autovetture in uso ai dipendenti come Fringe Benefit è soggetta a una tassazione differenziata in base ai valori di emissione di CO₂, più penalizzante per le autovetture con valori inquinanti maggiori.
Dall'anno 2016, per effetto della Finanziaria 2016 (L. 208/2015), sono stati introdotti dei benefici accessori a favore dei dipendenti alternativi al nuovo premio di produzione nel limite dei 2.000/2.500€ annui, in riferimento al tipo di organizzazione aziendale e per redditi lordi annui inferiori ai 50.000€.
Si trascrivono parte degli articoli della finanziaria:
1. 1) la lettera f) è sostituita dalla seguente:

«f) l'utilizzazione delle opere e dei servizi riconosciuti dal datore di lavoro volontariamente o in conformità a disposizioni di contratto o di accordo o di regolamento aziendale, offerti alla generalità dei dipendenti o a categorie di dipendenti e ai familiari indicati nell'articolo 12 per le finalità di cui al comma 1 dell'articolo 100»;
1. 2) la lettera f-bis) è sostituita dalla seguente:

«f-bis) le somme, i servizi e le prestazioni erogati dal datore di lavoro alla generalità dei dipendenti o a categorie di dipendenti per la fruizione, da parte dei familiari indicati nell'articolo 12, dei servizi di educazione e istruzione anche in età prescolare, compresi i servizi integrativi e di mensa ad essi connessi, nonché per la frequenza di ludoteche e di centri estivi e invernali e per borse di studio a favore dei medesimi familiari»;
1. 3) dopo la lettera f-bis) è inserita la seguente:

«f-ter) le somme e le prestazioni erogate dal datore di lavoro alla generalità dei dipendenti o a categorie di dipendenti per la fruizione dei servizi di assistenza ai familiari anziani o non autosufficienti indicati nell'articolo 12»; b) dopo il comma 3 è inserito il seguente: «3-bis. Ai fini dell'applicazione dei commi 2 e 3, l'erogazione di beni, prestazioni, opere e servizi da parte del datore di lavoro può avvenire mediante documenti di legittimazione, in formato cartaceo o elettronico, riportanti un valore nominale.»»